# Università cristiana Dimitrie Cantemir
L'Università cristiana Dimitrie Cantemir è un istituto di istruzione superiore privato romeno, accreditato dalla legge 238 del 23 aprile 2002, integrato nel sistema nazionale di istruzione superiore.

## Struttura
L'università si articola nelle seguenti facoltà:
- Amministrazione degli affari internazionali ‒ Bucarest, Brașov,
- Finanza, banche e contabilità ‒ Bucarest, Brașov
- Geografia del turismo ‒ Sibiu, Timișoara
- Lingue e letterature straniere ‒ Bucarest
- Management turistico e commerciale ‒ Bucarest, Costanza
- Marketing ‒ Bucarest
- Scienze della comunicazione ‒ Bucarest
- Scienze economiche ‒ Cluj-Napoca
- Scienze della formazione ‒ Bucarest
- Scienze giuridiche e amministrative ‒ Bucarest, Cluj-Napoca
- Storia ‒ Bucarest

## Criticità
Il giornale Gândul ha scritto che l'Università cristiana "Dimitrie Cantemir" di Bucarest ha avviato trentaquattro insegnanti senza una base legale. Secondo il Rettore, Corina Dumitrescu, la legge ha una scappatoia perché usa il presente continuo per la valutazione istituzionale, che è bizzarra in rumeno. Il Rettore ha affermato che, a suo parere, la valutazione istituzionale (richiesta dalla legge) potrebbe aver luogo anche dopo la laurea magistrale.
"La nuova legge stabilisce molto chiaramente cosa succede in queste situazioni: l'istituto di istruzione superiore con programmi di studio non accreditati passa automaticamente all'illegalità e alla liquidazione", ha dichiarato Daniel Funeriu per Good Day Iasi, affermando che questo è vero per qualsiasi università che offre studi non accreditati. Il 10 febbraio 2011, specializzazioni e programmi di studio che non sono né accreditati né temporaneamente autorizzati, secondo l'Art. 361 par. 4 della legge sull'istruzione nazionale, il proseguimento di questi programmi comporta la liquidazione dell'università e la responsabilità penale dei colpevoli.